# Pitagorejsko praštevilo
Pitagoréjsko práštevílo je v matematiki praštevilo oblike:
{\displaystyle 4n+1;\quad n\geq 1\!\,.}
To so ravno praštevila, ki so hipotenuze pitagorejskega trikotnika. Število 5 je na primer pitagorejsko praštevilo – {\displaystyle {\sqrt {5}}\!\,} je hipotenuza pravokotnega trikotnika s stranicama 2 in 1, 5 pa je hipotenuza pravokotnega trikotnika s stranicama 3 in 4. Prva pitagorejska praštevila so (OEIS A002144):
5, 13, 17, 29, 37, 41, 53, 61, 73, 89, 97, 101, 109, 113, …
Po Dirichletovem izreku o aritmetičnih zaporedjih je to celoštevilsko zaporedje neskončno.
Fermatov izrek o vsotah dveh kvadratov (Fermat-Eulerjev izrek) pravi, da se lahko takšna praštevila izrazi enolično (do reda) kot vsote dveh kvadratov, in, da se na ta način ne da izraziti nobenega drugega praštevila razen {\displaystyle 2=1^{2}+1^{2}\!\,}. Tako so ta praštevila (in 2) norme Gaussovih celih števil, druga praštevila pa ne.
Kvadratni recipročnostni zakon pravi, da če sta {\displaystyle p\!\,} in {\displaystyle q\!\,} lihi praštevili, je vsaj eno od njiju pitagorejsko, in je {\displaystyle p\!\,} kvadratni ostanek mod {\displaystyle q\!\,}, če in samo če je {\displaystyle q\!\,} kvadratni ostanek mod {\displaystyle p\!\,}. Na drugi strani, če {\displaystyle p\!\,} ali {\displaystyle q\!\,} nista pitagorejski, je {\displaystyle p\!\,} kvadratni ostanek mod {\displaystyle q\!\,}, če in samo če {\displaystyle q\!\,} ni kvadratni ostanek mod {\displaystyle p\!\,}. −1 je kvadratni ostanek mod {\displaystyle p\!\,}, če in samo če je {\displaystyle p\!\,} pitagorejsko praštevilo (ali 2).